# いぶすき菜の花マーチ
いぶすき菜の花マーチ（いぶすきなのはなマーチ）は、毎年1月下旬の土曜日・日曜日に鹿児島県指宿市で行われるウォーキングイベントである。

## 大会会場
- 1日目は指宿市山川町にあるフラワーパークかごしまをスタート・フィニッシュとする山川ステージ、2日目はふれあいプラザなのはな館（指宿駅からバスで約10分）をスタート・フィニッシュとする指宿ステージに分かれて開催される。

## 主催・共催

### 主催
- いぶすき菜の花マーチ実行委員会

### 共催
- 指宿市
- 一般社団法人日本ウォーキング協会
- 鹿児島放送
- 朝日新聞社
- 鹿児島県ウォーキング協会

ほか

## コースの概要（1日目山川ステージ）
- 40km・25km・10kmの3コースが設定されている。鰹節の香ばしい香りが漂う山川漁港・西郷隆盛が湯治に訪れた鰻温泉のある鰻池・池田湖・開聞岳や、JR日本最南端の駅西大山駅といった名所・観光スポットを巡る。途中の鰻池と池田湖の周辺に起伏のあるアップダウンがあるほかは、比較的平坦な道で歩きやすい。

## コースの概要（2日目指宿ステージ）
- 30km・20km・10km・5km・3km（キッズコース）の5コースが設定されている。揖宿神社・池田湖・指宿発祥の地といわれる宮ヶ浜・鹿児島湾（錦江湾）そして、豊富な湯量を誇る指宿の温泉街を巡る。途中、30kmの池田湖への上りと10kmの魚見岳入口付近の上りがあるほかはほぼ平坦な道。

- 参加者は、大会専用のコースマップと案内標識を見ながら決まったコースを歩く。各コースとも、途中に給水ポイントがあり、ミネラルウォーター・お茶・スポーツドリンクや飴・漬物などの接待を受けることができる。なお、一部の給水ポイントはチェックポイントを兼ねており、コースマップのチェック欄にスタンプを押してもらい通過する（チェックポイントのスタンプが1ヵ所でも無い場合、完歩の認定は受けられないので注意。コースによってはチェックポイントが複数ヶ所存在する）。

## 認定・表彰

### 完歩証
- 各日・各コースを完歩すると完歩証が授与される。

### オールジャパンウォーキングカップ（AJWC）
- 2日間（全コース対象）参加・完歩すると認定スタンプがもらえる（認定料200円）。規定の回数に達すると表彰が受けられる。さらに、全47都道府県全ての認定大会に参加・完歩すると、長野県阿智村（信濃比叡）にある歩楽達人の碑（ウォーキング記念碑）に名前が刻まれる。専用のパスポートは500円。

### 日本マーチングリーグ（JML）
- 1日20km（子どもと高齢者は1日10km）以上の対象コースを参加・完歩するとスタンプがもらえる（認定料200円）。規定の回数に達すると表彰が受けられる。1日目各コースの出発前に専用のパスポートを係員に預け、2日目の完歩後に預り証・認定料と引き換えに認定スタンプの押されたパスポートを受け取る。パスポート代は1000円。

### 日本（国際）市民スポーツ連盟（JVA・IVV）
- 全てのコースが認定対象で、各日フィニッシュ後に認定テントでスタンプをもらう（無料）。規定の回数・距離に達すると表彰が受けられる。専用のパスポートは参加回数と距離の2組がセットで200円。

### 九州マーチングリーグ（九ML）
- 10km以上の対象コースをいずれか1日参加・完歩するとスタンプがもらえる（無料）。九州地区の対象大会全てに参加・完歩すると表彰が受けられる。専用のパスポートは200円。

### 美しい日本の歩きたくなる道500選
- 認定対象コースを参加・完歩するとスタンプがもらえる（認定料は各コース100円）。規定のコースを完歩すると表彰が受けられる。専用のパスポートは500円。

### 駅長おすすめのJR九州ウォーキング
- 2日目の指宿ステージ全コースがポイント付与対象コースとなる（1日目の山川ステージは全コース対象外）。

## イベント
- 両日とも、特設ステージにて歌謡ショーや地元の学校・団体によるダンスイベントなども開かれるほか、2日目指宿ステージの会場であるふれあいプラザなのはな館ではB級グルメフェアが開催され、ご当地自慢の料理が楽しめる。

## その他
- 1日目山川ステージの参加者は、大会指定の宿泊施設またはJR指宿駅から会場であるフラワーパークかごしまを結ぶシャトルバスに往復で利用できる。また、フラワーパークかごしまへの入園は、ゼッケンを見せると無料で入園できる（当日限り）。